# Stone the Crows

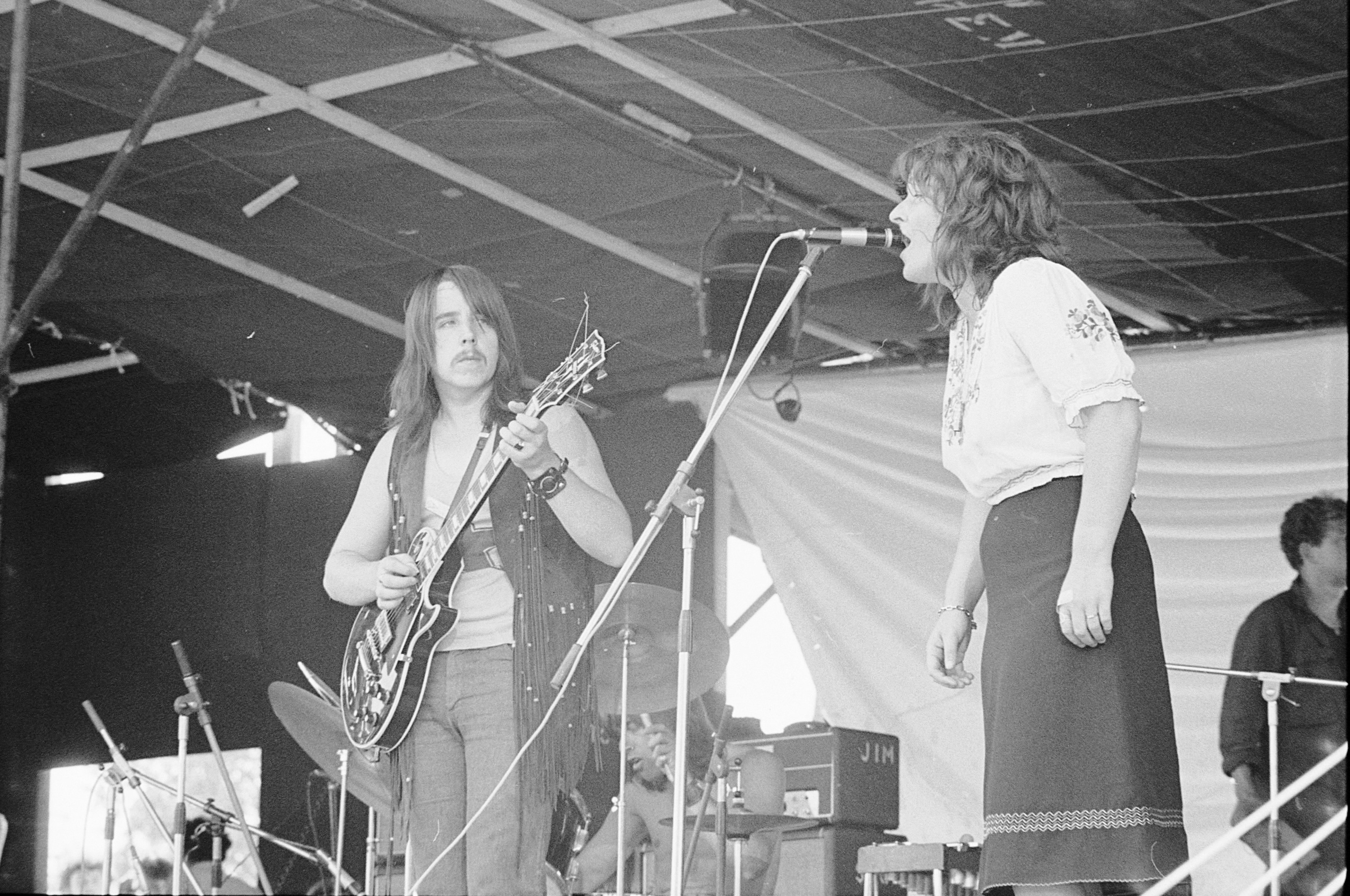
Stone the Crows (Kralingen, 1970)

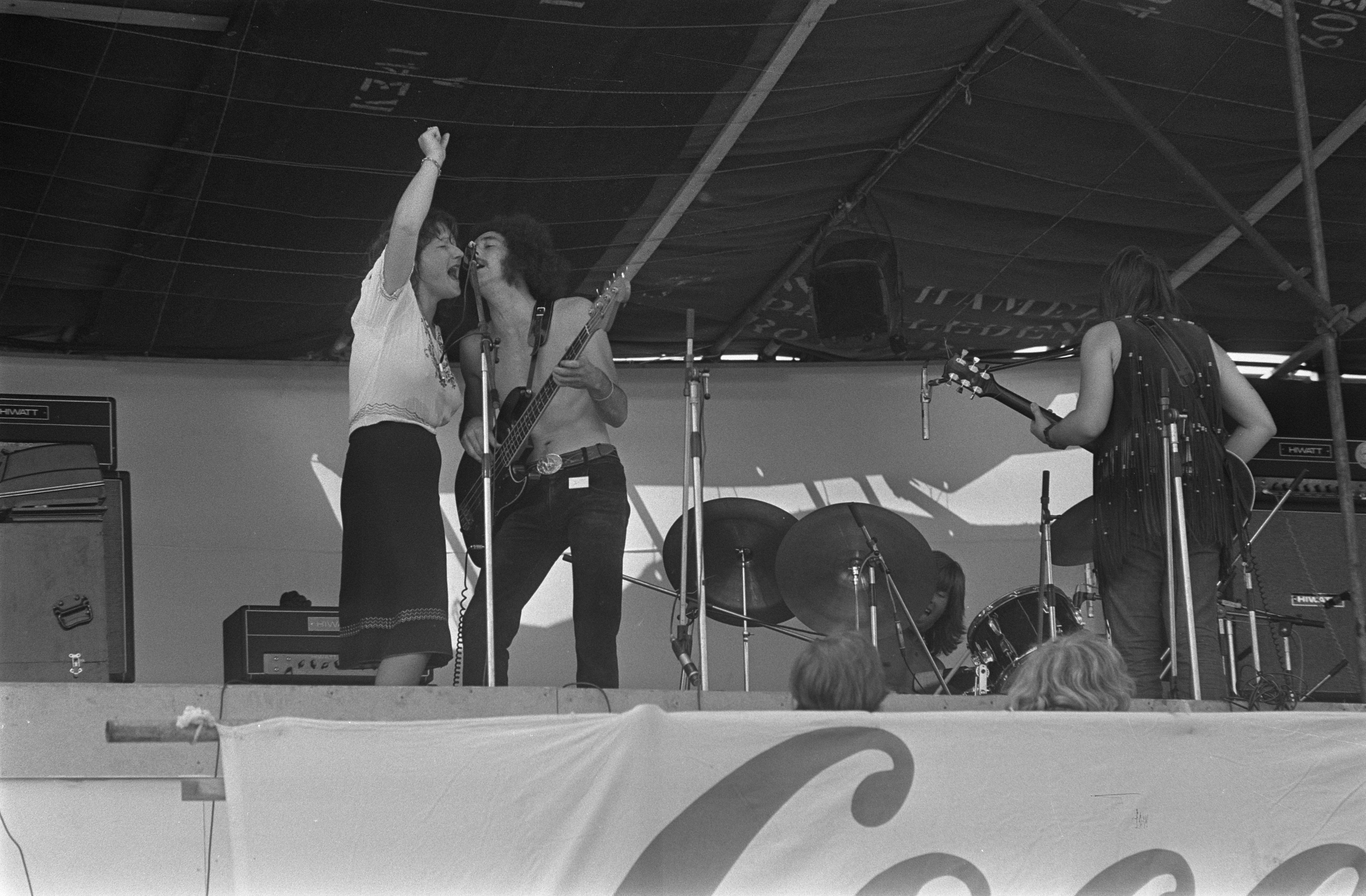
Stone the Crows (Kralingen, 1970)

Stone the Crows war eine britische Bluesrock-Band, die 1969 in Glasgow entstand.

## Geschichte
Maggie Bell (Gesang) und Leslie Harvey (Gitarre) waren schon als Teenager zusammen in einer Musikgruppe. 1967 trafen sie wieder aufeinander, als sie beide mit einer Band in Deutschland unterwegs waren, die in amerikanischen Kasernen auftrat. 1968 gründeten Bell und Harvey dann die Formation Power, die in Glasgow recht erfolgreich war. Weitere Mitglieder waren John McGinnis (Keyboards) und Jimmy Dewar (Bass, Gesang).
Der Manager Mark London wurde auf die Gruppe aufmerksam. Er tat sich mit Peter Grant zusammen, dem Manager von Led Zeppelin, und sie übernahmen 1969 gemeinsam das Management der Band, die ihren Namen in Stone the Crows änderte. Colin Allen kam als Schlagzeuger dazu. Der neue Bandname ging auf einen Ausruf von Peter Grant zurück, als er die Band zum ersten Mal hörte. Stone the Crows ist ein Cockney-Ausdruck der Überraschung, auf Deutsch etwa ‚Wer hätte das gedacht‘.
Ihr erstes Album Stone the Crows war 1970 ein Achtungserfolg. Nach dem zweiten Album Ode to John Law (1970) gab es zwei Umbesetzungen: Steve Thompson (Bass) und Ronnie Leahy (Keyboards) kamen für McGinnis und Dewar. Das dritte Album Teenage Licks (1971) brachte den Durchbruch. Stone the Crows gehörten zu den Top Acts der Rockfestivals. Maggie Bell wurde mit Janis Joplin verglichen. Dann kam Leslie Harvey 1972 bei einem Auftritt in Swansea tragisch ums Leben, als er einen elektrischen Schlag bekam und auf dem Weg ins Krankenhaus starb.
Peter Green probte als Ersatz für Harvey, sagte aber schließlich ab. Steve Howe von Yes sprang kurzzeitig ein, dann übernahm Jimmy McCulloch den Job des Gitarristen. Auf dem nächsten Album Ontinuous Performance (1972) sind sowohl Harvey als auch McCulloch zu hören. 1973 löste sich Stone the Crows jedoch auf. McCulloch ging zu Paul McCartneys Wings, Allen schloss sich Focus (Band) an. Maggie Bell startete eine Solokarriere.
Von Stone the Crows gibt es historische Liveaufnahmen auf DVD im Rahmen einer Beatclub Edition, die alle Sendungen umfasst. Von ihnen sind insgesamt vier lange Stücke auf dem 3. Teil 1970–72 zu sehen.

## Diskografie
- 1970: Stone the Crows
- 1970: Ode to John Law
- 1971: Teenage Licks
- 1972: Ontinuous Performance